# Elf (parc Hirakata)
Pour les articles homonymes, voir Elf.
Elf sont des montagnes russes en bois du Parc Hirakata, situé à Hirakata, dans la Préfecture d'Osaka, au Japon. Elles ont été construites par Intamin et ont ouvert en mars 2001.

## Parcours
Le parcours a une longueur de 695,6 mètres et une hauteur de 18,5 mètres. Les trains atteignent une vitesse maximale de 58,1 km/h.

## Trains
Elf a deux trains de cinq wagons. Les passagers sont placés à deux sur deux rangs pour un total de vingt passagers par train.

## Nom
Elf est l'acronyme de Episode of Little Fairies, qui signifie Épisode de petites fées.